# واکاسا، فوکوئی
واکاسا، فوکوئی (به لاتین: Wakasa, Fukui) یک منطقهٔ مسکونی در ژاپن است که در استان فوکوئی واقع شده‌است. واکاسا ۱۶٬۷۸۲ نفر جمعیت دارد.